# Антонина Лазарева
Антовина Лазарева (рођена Окорокова) (рус. Антони́на Никола́евна О́корокова-Ла́зарева; Серпухов, 27. март 1941) је совјетска атлетичарка која се специјализовала за скок увис.
Лазарева је била водећа совјетска скакачица увис у касним 1960-им и раним 1970-им годинама. Као Окорокова је први пут освојила међународну медаљу на Европским играма у дворани 1968. године, у Мадриду, где је освојила бронзану медаљу. Затим се такмичила на Олимпијским играма 1968. освојивши сребрну медаљу.
Године 1969. Лазарева је освојила сребрну медаљу на Европском првенству на отвореном и још једну бронзу на Европском првенству у дворани. Такође је освојила златну медаљу на Европском купу 1967. и сребрну на Европском купу 1970. године.
Такмичила се на Европском првенству у дворани 1971. и Олимпијским играма 1972. године, али ни на једном није прошла квалификације.
Совјетска првакиња била је пет пута:1967-68, 1970 и 1972-73.